# Jean Bonadvis
Jean Bonadvis (fl. 1717-1720)est un pirate français actif dans les Caraïbes. Il est surtout connu pour son association avec Benjamin Hornigold et Calico Jack. 

## Biographie
Hornigold, travaillant de concert avec le capitaine Napin, capture le sloop Bennet en avril 1717. Hornigold en fait son navire personnel et retourne à Nassau pour se ravitailler. Bonadvis y est présent au même moment pour se ravitailler également. Il a la réputation de « traiter durement » les habitants.  
Hornigold avait forcé un chirurgien nommé John Howell à servir sur son navire quelque temps auparavant mais l'avait relâché à Nassau. Bonadvis, qui avait besoin d'un chirurgien pour son navire Mary Anne, tente de forcer Howell à rejoindre son équipage. 
Lorsque les hommes de Bonadvis tentent d'enlever Howell, un marchand local, William Pindar, les retient jusqu'à ce que Howell puisse s'échapper. Celui-ci court rejoindre Richard Noland, un ancien pirate que Hornigold avait employé comme recruteur et agent à Nassau. Howell lui indique « qu'il préfèrerait servir l'anglais plutôt que le français s'il était obligé de choisir l'un ou l'autre ». Noland fait alors en sorte que Howell soit ramené à bord du navire de Hornigold. Bonadvis confronte Hornigold, demandant que Howell lui soit livré. Hornigold laisse Howell décider de son sort, qui choisit alors de rester sur le Bennet. Howell tentera de s'échapper plus d'une fois mais sera gardé sous bonne surveillance.  
En 1718, Bonadvis accepte le pardon général offert aux pirates par le roi George, ainsi que Hornigold et des centaines d'autres. Hornigold, Bonadvis et un certain nombre d'autres pirates acceptent rapidement des missions de corsaire, partant à la chasse des pirates qui avaient refusé la grâce. Bonadvis passe s'attaque ensuite aux navires espagnols; il attrape et tue Turn Joe, un pirate irlandais qui avait changé de camp pour naviguer pour les Espagnols. Fin 1720, il navigue aux côtés de Jonathan Barnet (sous le commandement du gouverneur Nicholas Lawes) lorsqu'il tombe sur John Rackham, alias «Calico Jack». Bonadvis s'approche du sloop de Rackham, le William, qui ouvre immédiatement le feu sur lui. Bonadvis bat en retraite et rapporte l'emplacement de Rackham à Barnet, qui attaque alors à son tour et capture Rackham avec Anne Bonny, Mary Read et le reste de son équipage. La suite de la vie de Bonadvis n'est pas connue.